# فريدا مايسنر-بلاو
فريدا ميسنر-بلاو (بالألمانية: Freda Meissner-Blau)‏ (و. 1927 – 2015 م) هي سياسية، وممرضة من النمسا، الجمهورية النمساوية الأولى، دولة النمسا الاتحادية، ألمانيا النازية ولدت في دريسدن.

## التعليم
تعلمت في جامعة غوته في فرانكفورت.

## روابط خارجية
- فريدا ميسنر-بلاو على موقع IMDb (الإنجليزية)
- فريدا ميسنر-بلاو على موقع ديسكوغز (الإنجليزية)